# Famille Jourdan de la Passardière
 (février 2024).
Si vous disposez d'ouvrages ou d'articles de référence ou si vous connaissez des sites web de qualité traitant du thème abordé ici, merci de compléter l'article en donnant les références utiles à sa vérifiabilité et en les liant à la section « Notes et références ».
Pour les articles homonymes, voir Jourdan et Passardière.
La famille Jourdan de La Passardière est une famille  d'ancienne bourgeoisie originaire de Normandie.

## Origines
Selon l'ouvrage La Normandie monumentale et pittoresque, 1899, page 345, cette famille est issue d'une famille Jourdan connue au XVe siècle et qui portait comme armoiries: d'azur au chevron brisé à trois croisettes d'or dont deux en chef et une en pointe. 
De son côté, Henri Frotier de La Messelière fait remonter la filiation de cette famille à Thomas Jourdan, sieur des Blancs-Arbres et de la Monnerie, originaire de Granville, marié en 1605 et qui avait les armoiries suivantes : d'argent au chevron accompagné en chef de 3 molettes et en pointe d'une rose, le tout de gueules.
La Passardière, terre dont la famille a conservé le nom, est un lieu-dit qui se situe actuellement à Saint-Planchers.

## Généalogie
- Félix Jourdan de la Passardière né le 22 juin 1796 à Granville, décédé le 2 novembre 1867 à Granville, prit part, à l'expédition d'Alger de 1830 et devint en 1833 commandant  du cotre Goéland puis lieutenant de vaisseau en 1841 et capitaine de corvette en 1847.  Il se marie le 15 janvier 1833, à Granville, à Élisabeth Françoise Marie Ponée avec laquelle il aura 3 enfants : Félix Jules, Élisabeth Angéline et Gustave.
  - Félix Jules Jourdan de La Passardière, évêque titulaire
  - Élisabeth Angéline née le 8 octobre 1843 à Granville, mariée le 8 juin 1864 à  Granville (Manche), avec Jules Gaud Le Tourneur qui fut lieutenant de vaisseau en 1864, commandant du côtre le Lévrier, capitaine de frégate en 1879 et chevalier de la Légion d'honneur
  - Gustave Jourdan de la Passardière né le 28 octobre 1847 à Granville et décédé le 19 septembre 1901. Capitaine de frégate il sert en 1885 et 1886 sur le croiseur Iphigénie (1881)[2]. Retraité de la marine en 1889, il devient percepteur à la Flèche. Il se marie le 18 juin 1879 à Saint-Lô, avec Anne Sophie Marie Bechade avec laquelle il aura 1 enfant au moins, Pierre né le 5 mai 1886 à Granville.

- Michel Jourdan, seigneur des Blancs Arbres et de la Passardière, né le 1er février 1742 à Granville et décédé le 6 novembre 1816 à Granville, capitaine de navire. Marié le 3 octobre 1775 à Granville avec Marie Françoise Crublet née le 31 mai 1749 à Granville et décédée le 23 novembre 1777 à Granville. Veuf il se remarie le 23 janvier 1779 avec Marie Françoise Julienne Le Caplain de la Maisonneuve avec laquelle il aura :
  - Olivier Jourdan de La Passardière né le 11 mars 1783 à Granville et décédé le 20 décembre 1862 - officier de la Marine, participe à la bataille de Trafalgar.
  - François Jourdan de La Passardière né le 16 décembre 1787 à Granville, décédé le 3 janvier 1852 à Brest - officier de la Marine nationale, vainqueur, notamment, des Anglais au large d'Arromanches en 1811.

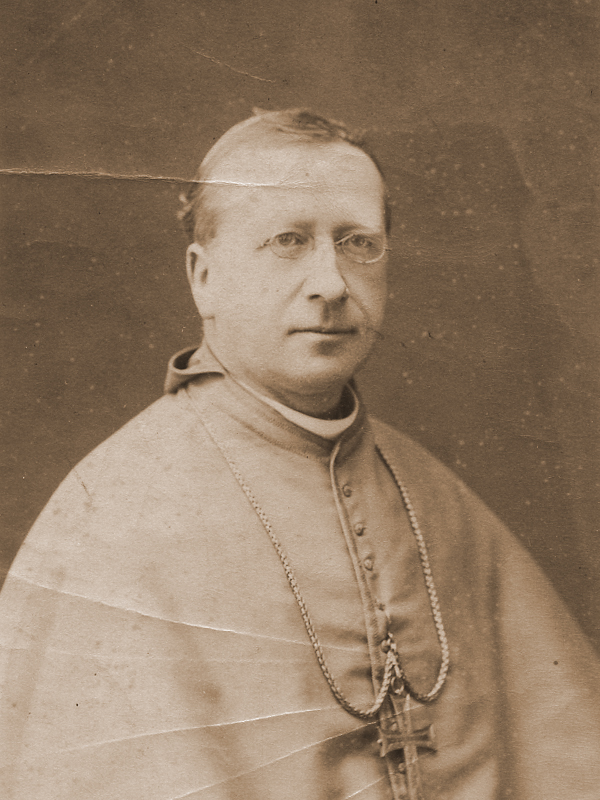
Félix Jourdan de la Passardière
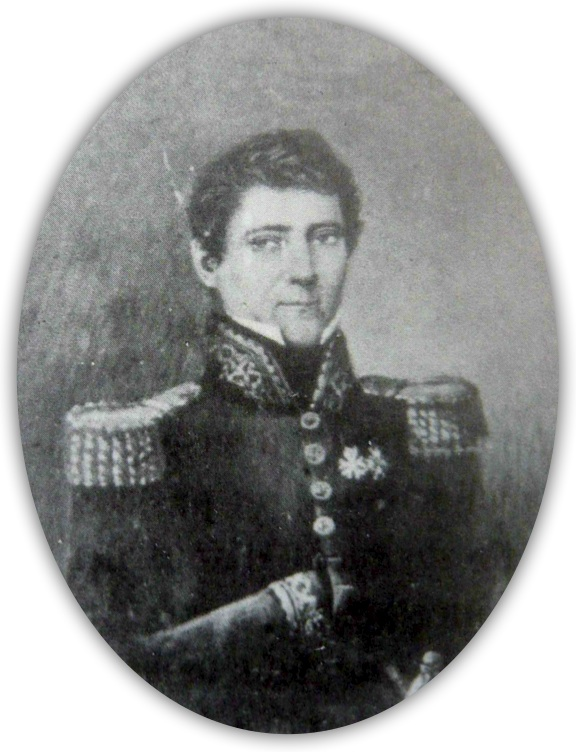
François Jourdan de la Passardière